# أنديرس راب
أنديرس راب (بالسويدية: Anders Rapp)‏ هو جغرافي سويدي، ولد في 1927، وتوفي في 1998.